# Miljana
Miljana is een plaats in de gemeente Zagorska Sela in de Kroatische provincie Krapina-Zagorje. De plaats telt 114 inwoners (2001).